# Platanthera okubo-hachijoensis
Platanthera okubo-hachijoensis là một loài thực vật có hoa trong họ Lan. Loài này được K.Inoue miêu tả khoa học đầu tiên năm 1983.